# Pšurnovice
Pšurnovice je městská část města Bytča na Slovensku. Nachází se asi 3 km severozápadně od centra města.
Obec vznikla pravděpodobně v roce 1592.[zdroj?]
V roce 2001 v obci postavili římskokatolický Kostel Nanebevzetí Panny Marie v moderním gotickém stylu. Byl vysvěcen pomocným biskupem z Nitry ThDr. Mons. Mariánem Chovancem 11. srpna 2001. 
Obcí protéká Pšurnovický potok, který je pravostranný přítok Váhu, měří 6,1 km a je tokem III. řádu.